# Папрадиште (Чашка)
Папрадиште (мкд. Папрадиште) је село у Северној Македонији, у средишњем државе. Папрадиште припада општини Чашка.

## Географија
Папрадиште је смештено у средишњем делу Северне Македоније. Од најближег већег града, Велеса, насеље је удаљено 50 km западно.
Насеље Папрадиште се налази у историјској области Азот. Насеље је смештено високо, изнад долине реке Бабуне. Северно од насеља издиже се главно било планине Јакупице. Надморска висина насеља је приближно 980 метара.
Месна клима је планинска због знатне надморске висине.

## Историја
У месту је радила српска народна школа између 1870-1877. године.
На Крстовдан, 26. септембра 1884, село је напала арнаутска банда Фазлије, бившег пољака у том селу.

## Становништво
Папрадиште је према последњем попису из 2002. године имало 7 становника.
Претежно становништво у насељу су етнички Македонци (100%).
Већинска вероисповест је православље.